# Salamandra-vermelha
A salamandra-vermelha (Pseudotriton ruber) é uma espécie de salamandra da família Plethodontidae (salamandras sem pulmão), endêmica do leste dos Estados Unidos. Sua pele é laranja/vermelha com manchas pretas aleatórias. Seus habitats são florestas temperadas, pequenos riachos, lagoas, florestas, arbustos temperados, rios, rios intermitentes, água doce, nascentes. Em geral, essa espécie é comum e difundida, mas localmente ela diminuiu devido à destruição de habitat e é considerada ameaçada em Indiana e Nova York. As salamandras-vermelhas comem insetos, minhocas, aranhas, pequenos crustáceos, caracóis e salamandras menores. Para comer, elas estendem a língua para capturar a presa na ponta dela e a retraem de volta para a boca. A salamandra-vermelha, como membro da família Plethodontidae, não tem pulmões e respira pela pele.

## Descrição
A Pseudotriton ruber é uma salamandra de tamanho médio-grande, com adultos que variam de 11 a 18 cm de comprimento total. Seu corpo é relativamente robusto, com 16 a 18 lados sulcados. A cor do dorso varia de um tom marrom-alaranjado a um vermelho vivo, dependendo da idade. Como outras salamandras, a salamandra-vermelha parece perder sua cor à medida que envelhece, tornando-se mais pigmentada e com padrões menos obscuros. As larvas dessa espécie têm cabeça e corpo robustos, coloração escura, sem manchas e tendem a ter manchas ou estrias distintas. Outra característica distintiva da P. ruber é o aparecimento de numerosas manchas pretas irregulares no dorso. Embora a salamandra-vermelha seja brilhantemente colorida e tenha muitas características distintivas, às vezes é difícil distinguir as espécies. A aparência da P. ruber é mais parecida com a da Pseudotriton montanus, mas pode ser distinguida pela diferença no tamanho e no número de manchas no dorso e também pela diferença na cor da íris. Tanto a P. ruber quanto a P. montanus têm colorações vermelhas brilhantes que foram consideradas exemplos de um complexo de mimetismo mülleriano. A salamandra-vermelha tem mais manchas e as manchas também tendem a ser maiores do que as da Pseudotriton montanus. Com relação à cor dos olhos, a íris da salamandra-vermelha é dourada, enquanto a íris da Pseudotriton montanus é marrom. A íris dourada da salamandra-vermelha também se distingue pela barra horizontal que atravessa a íris. A Pseudotriton montanus normalmente tem um focinho mais rombudo do que o da salamandra-vermelha. Além disso, a Pseudotriton montanus normalmente tem uma coloração dorsal e ventral mais contrastante do que a salamandra-vermelha, que é mais uniforme na cor.

## Taxonomia

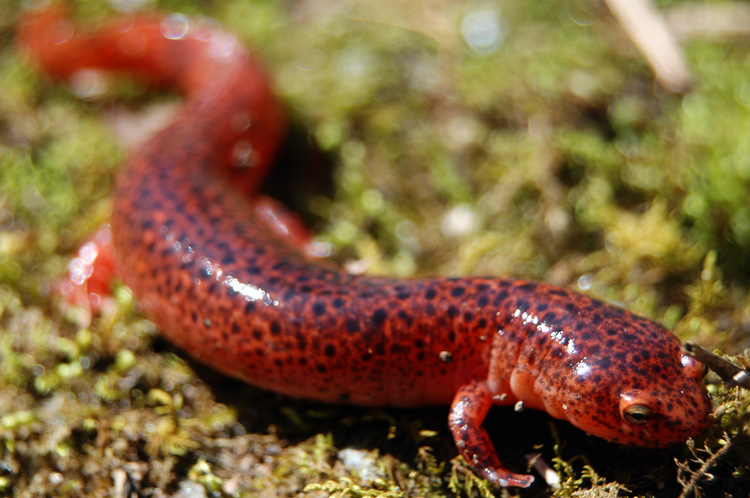
P. ruber

Na família Plethodontidae, muitos membros respiram por meio da pele e do revestimento da boca. A ausência de pulmões nessa família pode ter evoluído devido a uma adaptação para a vida em riachos, e os membros da família Plethodontidae provavelmente desenvolveram outros métodos de respiração além dos pulmões (ou seja, brânquias) devido à maior sobrevivência das salamandras larvais em ambientes de riachos de rápida movimentação no sul dos Apalaches. Os pulmões, em geral, ajudam os animais aquáticos a manter a posição na coluna d'água, mas as larvas dos membros dos Plethodontidae são criaturas bentônicas e, portanto, a adaptação da ausência de pulmões seria benéfica para elas, uma vez que a flutuabilidade colocaria em risco sua sobrevivência. A salamandra-vermelha é ainda classificada como membro do gênero Pseudotriton. Os membros desse gênero incluem apenas a salamandra-vermelha e a Pseudotriton montanus.

## Distribuição
As quatro subespécies de P. ruber são encontradas no leste dos Estados Unidos, ocupando córregos em áreas abertas, como campos e prados, e florestas decíduas ou mistas de madeira de lei, especialmente perto de córregos, infiltrações e ambientes úmidos. Cada subespécie tem aparência semelhante, com pequenas diferenças de tamanho e coloração, mas são encontradas em habitats diferentes. A salamandra-vermelha-do-norte, P. r. ruber, é caracterizada por ser vermelha ou laranja-avermelhada com várias manchas pretas no dorso. Essa subespécie é a mais comum e pode ser encontrada desde o sul de Nova York e Ohio até o nordeste do Alabama, bem como na Península Superior de Michigan. Semelhante em aparência à salamandra-vermelha-do-norte é a salamandra-vermelha-de-Blue-Ridge, P. r. nitidus. Essa espécie difere por ser um pouco menor e não ter coloração preta na ponta da cauda e no queixo. A salamandra-vermelha-de-Blue-Ridge é encontrada em altitudes superiores a 1.500 m na parte sul das Montanhas Blue Ridge da Virgínia. A salamandra-vermelha-de-Blackchin, P. r. schencki, difere na aparência por ter uma forte coloração preta sob o queixo, bem como manchas até a ponta da cauda. Ela também pode ser encontrada em altitudes superiores a 1.500 m nas Montanhas Blue Ridge. A salamandra-vermelha-do-sul (P. r. vioscai) geralmente tem coloração púrpura a salmão e normalmente apresenta manchas brancas na cabeça. Essa subespécie é encontrada desde o sul da Carolina do Sul até o sudeste da Louisiana e o sudoeste do Kentucky. Todas as subespécies de P. ruber ocupam ambientes úmidos, como sob musgo e pedras, perto de fontes de água limpa, como córregos ou nascentes. As salamandras-vermelhas normalmente não são encontradas perto de grandes córregos, mas sim perto de fontes de água menores.

## Ecologia

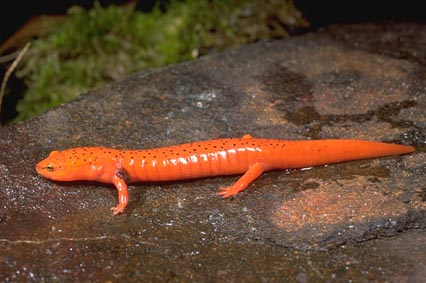
P. ruber

Alguns aspectos ecológicos aquáticos e terrestres importantes dessa salamandra incluem sua dieta, predadores e preferências de microhabitat. As larvas se alimentam principalmente de invertebrados, como larvas de insetos e vermes. Foi demonstrado que a dieta específica das larvas consiste em  membros das famílias Chironomidae (36,52% dos itens de presa) e Sphaeriidae (15,17%), bem como presas terrestres (7,87%) e outras salamandras. As taxas de crescimento das larvas diferem dependendo da temperatura da água e tendem a ser maiores nos meses mais quentes, quando a temperatura da água é mais alta. A salamandra-vermelha geralmente põe ovos no outono e a temporada de eclosão ocorre no final do outono e no inverno. O período larval varia entre 27 e 31 meses e a metamorfose ocorre na primavera e no início do verão do terceiro ano. As larvas passam pela metamorfose após algumas semanas ou meses, dependendo das condições ambientais. As larvas de salamandras-vermelhas são generalistas, comendo tudo o que está disponível. As taxas normalmente aumentam quando a temperatura da água é baixa e os indivíduos maiores se alimentam mais do que os menores. Embora as taxas de alimentação pareçam aumentar com o aumento do tamanho, as taxas de mortalidade, no entanto, parecem ser independentes do tamanho ou da idade e a sobrevivência é estimada em cerca de 50% ao ano. O período larval mais longo garante que a transformação ocorra quando as salamandras são muito maiores do que outras espécies de salamandras e, normalmente, têm um período juvenil curto, amadurecendo rapidamente. A duração larval e o tamanho na metamorfose diminuem com o aumento da elevação. Os machos amadurecem com cerca de 53-63 mm, normalmente aos quatro anos de idade, e as fêmeas amadurecem com cerca de 55-68 mm, normalmente aos cinco anos de idade.
As salamandras-vermelhas geralmente vivem em nascentes ou córregos durante o inverno e depois se dispersam de e para esses locais no outono e na primavera. Devido à sua natureza semiaquática, a salamandra-vermelha permanece em ambientes terrestres até o início da primavera e depois se dispersa para locais mais aquáticos. Os adultos geralmente vivem em tocas ao longo de córregos e em outros ambientes úmidos, como sob troncos e rochas ao longo do chão da floresta. As salamandras-vermelhas adultas, assim como suas larvas, são generalistas e tendem a se alimentar de invertebrados (como minhocas, lesmas, caracóis, aranhas, besouros-mergulhadores e outros insetos), bem como de pequenos anfíbios, incluindo a Plethodon cinereus. Seus predadores incluem pássaros e pequenos carnívoros, como gambás e guaxinins. Como a salamandra-vermelha é uma espécie grande de salamandra, sua presença ou ausência pode afetar muito o ecossistema onde ela vive, e entender sua ecologia é importante para compreender seu papel nas estruturas da comunidade.

## Ciclo de vida
A P. ruber tem uma ampla variedade em sua estação de reprodução, que é limitada apenas por temperaturas extremamente frias. Sabe-se que os adultos migram de riachos e corpos d'água para habitats terrestres durante estações específicas a cada ano. Em seguida, eles retornam aos córregos aquáticos no final do verão e início do outono para iniciar a reprodução. No entanto, em geral, as salamandras-vermelhas adultas se acasalam anualmente e se envolvem em atividades primitivas de cortejo. O cortejo entre duas salamandras vermelhas envolve:
“Um macho se aproxima de uma fêmea, esfregando o focinho no focinho, nas bochechas e no queixo dela. O macho, então, move a cabeça e o corpo sob o queixo dela e começa a ondular a cauda. A fêmea, então, monta a cauda do macho e o par se envolve em uma “caminhada” montada até que o macho deposite o esperma no substrato. A 'caminhada em posição vertical' dura aproximadamente dois minutos e, uma vez que o esperma é depositado, a fêmea pega a capa de esperma à medida que se move sobre ela e então eles se separam."
As fêmeas são capazes de armazenar esperma a longo prazo e podem não botar ovos por meses após o acasalamento. As fêmeas costumam botar ovos no outono ou no início do inverno em riachos de cabeceira e têm ninhos muito bem escondidos. Os ovos geralmente são colocados em grupos e se agarram a plantas submersas ou outros objetos.
Com base na presença de cicatrizes e mandíbulas hipertrofiadas em machos maduros, sugere-se que os machos de P. ruber possam estar envolvidos no comportamento de guarda da parceira. Ocasionalmente, os machos cortejam outros machos como meio de competição de esperma para fazer com que o outro macho deposite espermatóforos, dando a eles uma melhor chance de acasalamento bem-sucedido em relação aos seus concorrentes.
Outros aspectos comportamentais importantes da P. ruber incluem seus mecanismos de defesa. Quando ameaçadas, as salamandras-vermelhas assumem uma postura defensiva na qual enrolam o corpo, elevando e estendendo o traseiro e colocando a cabeça sob a cauda, que é elevada e ondulada de um lado para o outro. A hipótese é que a coloração da salamandra-vermelha imite a do estágio de eft vermelho da Notophthalmus viridescens, que emite uma poderosa neurotoxina na pele. Esse fenômeno é conhecido como complexo de mimetismo mülleriano. No entanto, essa hipótese foi duramente criticada devido às diferenças significativas de tamanho entre os organismos e às diferenças nas épocas de forrageamento das espécies (ou seja, a P. ruber principalmente à noite e o estágio de eft vermelho principalmente durante o dia). Mais recentemente, observou-se que as salamandras-vermelhas têm palatabilidade reduzida, por isso são consideradas parte de um sistema de mimetismo mülleriano no qual todas as espécies não são palatáveis e se beneficiam da coloração aposemática. Em testes com humanos, os indivíduos não relataram nenhum sabor nocivo ou repulsivo das salamandras-vermelhas. A P. ruber possui pseudotritontoxina que tem efeitos adversos em camundongos, incluindo: hipertensão das pernas traseiras e da parte inferior das costas, irritabilidade, hipotermia, coma e morte em 12 a 48 horas.

## Conservação
De modo geral, a salamandra-vermelha é comum e difundida, mas localmente ela diminuiu devido à destruição de habitat e está listada como uma espécie em perigo de extinção em Indiana.
A salamandra-vermelha é indiscutivelmente um dos membros da família Plethodontidae mais primitivos, portanto, é extremamente valiosa para compreender as ligações com os ancestrais e os processos evolutivos que ocorreram. A manutenção da diversidade de espécies é uma parte importante da conservação e, para evitar a perda da diversidade de salamandras como um todo, é importante ter algum tipo de plano de gerenciamento para evitar que a P. ruber passe de um status de baixa conservação para um nível mais alto de preocupação. Como a salamandra-vermelha prefere riachos relativamente puros, é importante monitorar os resíduos humanos e a poluição, já que os detritos e o lodo podem ter efeitos adversos em seu habitat, potencialmente causando uma ameaça à sobrevivência.